# Fjellsrud
Fjellsrud este o localitate din comuna Fet, provincia Akershus, Norvegia, cu o suprafață de 0,41 km² și o populație de 559 locuitori (2013).